# Coulonges, Charente-Maritime
Coulonges är en kommun i departementet Charente-Maritime i regionen Nouvelle-Aquitaine i västra Frankrike. Kommunen ligger  i kantonen Pons som ligger i arrondissementet Saintes. År 2022 hade Coulonges 227 invånare.

## Befolkningsutveckling
Antalet invånare i kommunen Coulonges
Referens:INSEE